# Scheldeprijs 2022
La 110.ª edición de la clásica ciclista Scheldeprijs fue una carrera en Bélgica que se celebró el 6 de abril de 2022 con inicio en la ciudad de Terneuzen y final en la ciudad de Schoten sobre un recorrido de 198,7 kilómetros.
La carrera formó parte del UCI ProSeries 2022, calendario ciclístico mundial de segunda división, dentro de la categoría UCI 1.Pro y fue ganada por el noruego Alexander Kristoff del Intermarché-Wanty-Gobert Matériaux. Completaron el podio, como segundo y tercer clasificado respectivamente, el neerlandés Danny van Poppel del Bora-Hansgrohe y el australiano Samuel Welsford del DSM.

## Equipos participantes
Tomaron parte en la carrera 21 equipos: 9 de categoría UCI WorldTeam invitados por la organización, 9 de categoría UCI ProTeam y 3 de categoría Continental. Formaron así un pelotón de 137 ciclistas de los que acabaron 30. Los equipos participantes fueron:
| WorldTeams (9)- Bora-Hansgrohe - Cofidis - Intermarché-Wanty-Gobert Matériaux - Lotto-Soudal - Quick-Step Alpha Vinyl - BikeExchange-Jayco - Team DSM - Trek-Segafredo - UAE Team Emirates ProTeams (9)- Alpecin-Fenix - Arkéa-Samsic - B&B Hotels-KTM - Bardiani-CSF-Faizanè - Bingoal Pauwels Sauces WB - Sport Vlaanderen-Baloise - Team Novo Nordisk - TotalEnergies - Uno-X Pro Cycling Team Equipos continentales (3)- BEAT Cycling - EvoPro Racing - Minerva Cycling Team |
| |

## Clasificación final
- La clasificación finalizó de la siguiente forma:[3]

| \| Clasificación general \| Clasificación general \| Clasificación general \| Clasificación general \| Clasificación general \| \| Ciclista \| Ciclista \| Equipo \| Tiempo \| \| \| --------------------- \| --------------------- \| ---------------------------------- \| --------------------- \| --------------------- \| \| 1.º \| Alexander Kristoff \| Intermarché-Wanty-Gobert Matériaux \| 4 h 06 min 02 s \| \| \| 2.º \| Danny van Poppel \| Bora-Hansgrohe \| + 24 s \| \| \| 3.º \| Samuel Welsford \| Team DSM \| + 24 s \| \| \| 4.º \| Casper van Uden \| Team DSM \| + 26 s \| \| \| 5.º \| Edward Theuns \| Trek-Segafredo \| + 26 s \| \| \| 6.º \| Kenneth Vanbilsen \| Cofidis \| + 28 s \| \| \| 7.º \| Daniel McLay \| Arkéa-Samsic \| + 28 s \| \| \| 8.º \| Jasper Philipsen \| Alpecin-Fenix \| + 28 s \| \| \| 9.º \| Tim Merlier \| Alpecin-Fenix \| + 28 s \| \| \| 10.º \| Ryan Mullen \| Bora-Hansgrohe \| + 28 s \| \| |                    |                                    |                 |
| |                    |                                    |                 |
| Fuente: ProCyclingStats |                    |                                    |                 |
| Clasificación general |                    |                                    |                 |
| Ciclista | Ciclista           | Equipo                             | Tiempo          |
| 1.º | Alexander Kristoff | Intermarché-Wanty-Gobert Matériaux | 4 h 06 min 02 s |
| 2.º | Danny van Poppel   | Bora-Hansgrohe                     | + 24 s          |
| 3.º | Samuel Welsford    | Team DSM                           | + 24 s          |
| 4.º | Casper van Uden    | Team DSM                           | + 26 s          |
| 5.º | Edward Theuns      | Trek-Segafredo                     | + 26 s          |
| 6.º | Kenneth Vanbilsen  | Cofidis                            | + 28 s          |
| 7.º | Daniel McLay       | Arkéa-Samsic                       | + 28 s          |
| 8.º | Jasper Philipsen   | Alpecin-Fenix                      | + 28 s          |
| 9.º | Tim Merlier        | Alpecin-Fenix                      | + 28 s          |
| 10.º | Ryan Mullen        | Bora-Hansgrohe                     | + 28 s          |

## UCI World Ranking
La Scheldeprijs otorgó puntos para el UCI World Ranking para corredores de los equipos en las categorías UCI WorldTeam, UCI ProTeam y Continental. Las siguientes tablas son el baremo de puntuación y los diez corredores que obtuvieron más puntos:
| Posición              | 1.º | 2.º | 3.º | 4.º | 5.º | 6.º | 7.º | 8.º | 9.º | 10.º | 11.º | 12.º | 13.º | 14.º | 15.º | 16.º-30.º | 31.º-40.º |
| Clasificación general | 200 | 150 | 125 | 100 | 85  | 70  | 60  | 50  | 40  | 35   | 30   | 25   | 20   | 15   | 10   | 5         | 3         |

| Clasificación |                    |                                    |         |
| Posición      | Ciclista           | Equipo                             | General |
| ------------- | ------------------ | ---------------------------------- | ------- |
| 1.º           | Alexander Kristoff | Intermarché-Wanty-Gobert Matériaux | 200     |
| 2.º           | Danny van Poppel   | Bora-Hansgrohe                     | 150     |
| 3.º           | Samuel Welsford    | DSM                                | 125     |
| 4.º           | Casper van Uden    | DSM                                | 100     |
| 5.º           | Edward Theuns      | Trek-Segafredo                     | 85      |
| 6.º           | Kenneth Vanbilsen  | Cofidis                            | 70      |
| 7.º           | Daniel McLay       | Arkéa Samsic                       | 60      |
| 8.º           | Jasper Philipsen   | Alpecin-Fenix                      | 50      |
| 9.º           | Tim Merlier        | Alpecin-Fenix                      | 40      |
| 10.º          | Ryan Mullen        | Bora-Hansgrohe                     | 35      |